# 마리아 레오폴디네 폰 외스터라이히티롤
티롤의 마리아 레오폴디네(독일어: Maria Leopoldine von Österreich-Tirol, 1632년 4월 6일 ~ 1649년 8월 7일)는 오스트리아의 레오폴트 5세와 클라우디아 데 메디치 사이에서 태어난 여대공으로, 신성로마제국의 페르디난트 3세와 결혼하여, 신성로마제국의 황후 및 독일의 왕비가 되었지만, 1년 후에 사망한다. 그녀는 황실 묘지에 묻혔으며, 둘 사이에서 카를 요제프 대공이 태어나지만, 그 역시 요절한다.
| 전임 스페인의 마리아 안나 | 신성로마황후 독일 왕비 1648년~1649년 8월 7일 | 후임 만투바의 엘레오노라 막달레나 |